# Bazoches-les-Gallerandes
Bazoches-les-Gallerandes è un comune francese di 1 468 abitanti situato nel dipartimento del Loiret nella regione del Centro-Valle della Loira.

## Società

### Evoluzione demografica
Abitanti censiti